# Ягудин, Марат Аглямович
Марат Аглямович Ягудин (р.15.7.1948, рабочий посёлок Мало-Учалинский Учалинского района БАССР, ныне г. Учалы Республики Башкортостан) — советский горный инженер. Лауреат премии Правительства РФ (1999). Заслуженный шахтёр Республики Башкортостан (2006).

## Биография
Окончил Магнитогорский горно‑металлургический институт (1973).
В 1964—68 и 1973—2008 (с перерывом) работал на Учалинском ГОКе. Принимал участие в разработке и создании новой техники для буровзрывных работ. Автор двух изобретений.
В 1980—1984 годах — начальник подземного участка Северо-Восточной геологоразведочной экспедиции (Учалы) ПО «Башкиргеология».

## Награды и звания
- Премия Правительства РФ (1999).
- Заслуженный шахтёр Республики Башкортостан (2006)